# Halicyclops cenoticola
Halicyclops cenoticola is een eenoogkreeftjessoort uit de familie van de Halicyclopidae. De wetenschappelijke naam van de soort is voor het eerst geldig gepubliceerd in 1998 door Rocha C.E.F., Iliffe, Reid & Suárez-Morales.